# 国鉄タキ1形貨車
国鉄タキ1形貨車（こくてつタキ1がたかしゃ）は、かつて鉄道省に在籍した私有貨車（タンク車）である。

## タキ1形
タキ1形は、揮発油（ガソリン）専用の28 t 積タンク車として1929年（昭和4年）5月1日に6両（タキ1 - タキ6）が日本車輌製造にて製作された。
落成時の所有者はライジングサン石油（昭和シェル石油を経て現：出光興産）であり､その常備駅は石油駅（後の浜安善駅）である。
車体色は黒色、寸法関係は全長は12,070 mm、全幅は2,600 mm、全高は3,800 mm、
台車中心間距離は7,970 mm、実容積は38.2 m3、自重は20.4 t - 21.0 t、換算両数は積車4.5、空車2.0である。
1942年（昭和17年）10月23日に全車の専用種別変更（揮発油→アルコール）が行われ、形式名はタキ500形に改められ同時にタキ1形は形式消滅となった。

## タキ500形
タキ500形は、前述のように1942年（昭和17年）10月23日にアルコール専用の30t 積タンク車としてタキ1形より改造され落成した。
落成時の所有者はアルコール輸送（その後社名は内外輸送に変更）でありその常備駅は、吉都線の小林町駅であった。戦後の一時期は連合軍専用貨車に指定され、その軍番号は9106、9011-9015であった。1949年（昭和24年）3月3日にシェル石油へ名義変更し、その際に専用種別は揮発油に戻されたが形式名は元に戻されることなく運用された。
車体色は黒色、寸法関係は全長は13,570 mm、台車中心間距離は9,490 mm、実容積は38.2 m3、自重は21.2 t、換算両数は積車5.0、空車2.0であり、台車はアーチバー式のTR20である。
1970年（昭和45年）7月13日に最後まで在籍した4両（タキ500、タキ501、タキ503、タキ504）が廃車となり、同時に形式消滅となった。